# Mr. Big
Mr. Big — американская рок-группа, образованная в 1988 году в Лос-Анджелесе, Калифорния.

## История
В 1988 году бас-гитарист Билли Шихэн покинул группу Дэвида Ли Рота и задумался о собственном проекте. Команда в составе вокалиста Эрика Мартина, гитариста-виртуоза Пола Гилберта и барабанщика Пэта Торпи в 1989 году подписала контракт со звукозаписывающим лейблом Atlantic и записала дебютный альбом. Но известность пришла к ним с выпуском второго альбома — Lean Into It в 1991 году. Огромную популярность группа приобрела не в США, где к тому времени хард-рок перестал быть популярным, а в Японии. Там музыканты записали несколько концертных альбомов.
Пол Гилберт оставил группу в 1997, чтобы продолжить соло-карьеру в группе Racer X, и в состав группы был приглашён гитарист Ричи Коцен. С новым гитаристом группа записала ещё два альбома. Кроме игры на гитаре, Ричи Коцен исполнял несколько песен как вокалист.
Напряжённые отношения между членами группы привели к её распаду в 2002 году. В 2009 году состоялось воссоединение в оригинальном составе и концертный тур по Японии в июне 2009 года.

## Состав

### Текущий состав
- Эрик Мартин — вокал (1988—2002, 2009—наши дни)
- Билли Шихэн — бас-гитара, бэк-вокал (1988—2002, 2009—наши дни)
- Пол Гилберт — гитара, бэк-вокал (1988—1997, 2009—наши дни)

### Сессионные музыканты
- Мэтт Старр — ударные, бэк-вокал (2014—2022)
- Ник Д’Вирджилио (NDV) — ударные, бэк-вокал (2023)[2]

### Бывшие участники
- Пэт Торпи — ударные, бэк-вокал (1988—2002, 2009—2018, умер)
- Ричи Котцен — гитара, бэк-вокал (1999—2002)

## Дискография

### Студийные альбомы
- Mr. Big (1989)
- Lean Into It (1991)
- Bump Ahead (1993)
- Hey Man (1996)
- Get Over It (2000)
- Actual Size (2001)
- What If.. (2011)
- ...The Stories We Could Tell (2014)
- Defying Gravity (2017)
- Ten (2024)

### Концертные альбомы
- Raw Like Sushi (1990)
- Mr. Big Live (Live in San Francisco) (1992)
- Raw Like Sushi II (1992)
- Japandemonium: Raw Like Sushi 3 (1994)
- Channel V at the Hard Rock Live (1996)
- Live at Budokan (1997)
- In Japan (2002)
- Back to Budokan (2009)

### Синглы
- Addicted to That Rush (1989) (Mainstream Rock Tracks #39)
- Green-Tinted Sixties Mind (1991) (Mainstream Rock Tracks #33)
- To Be with You (1992) (The Billboard Hot 100 #1, Mainstream Rock Tracks #19, Adult Contemporary #11)
- Just Take My Heart (1992) (The Billboard Hot 100 #16, Mainstream Rock Tracks #18)
- Wild World (1993) (The Billboard Hot 100 #27, Mainstream Rock Tracks #33, Top 40 Mainstream #12)
- Ain’t Seen Love Like That (1994) (The Billboard Hot 100 #83)
- Take Cover (1996)
- Not One Night (1997)
- Superfantastic (2000)
- Static (2000)
- Where Are They Now (2000)
- Shine (2001)
- Arrow (2001)
- Undertow (2010)

### Сборники
- Big Bigger Biggest: Greatest Hits (1996)
- Deep Cuts (2000)
- Greatest Hits (2004)